# いちや歌謡プレゼント
いちや歌謡プレゼントは、山口放送（KRYラジオ）で放送したラジオ番組。大阪の関西放送制作が制作。
番組の前後に「赤帽山口県本部」「清酒白鶴」「山口スバル」「お墓のいしかわ」「江戸金(亀の甲せんべい)」「国民宿舎 秋穂荘」ほか数社の20秒CMが流れていた(いずれも 西部毎日広告社 扱い)

## 概要
- 担当は演歌百撰チーフプロデューサー「団あしの」（ラジオ出演時や希にステージ司会をするときなどはこの「マイクネーム」を使用）。
- 番組テーマ曲は「麻生ダイヤモンドデート」と同じ「夢をあげよう」。歌詞の一部(時計、宝石、あなたの麻生)を「幸せいっぱい、あなたのいちや」に変更して使用（歌唱は平浩二）。
- 番組初期のテーマ曲は後に南海放送ラジオ「歌声は風にのって」のテーマ曲でも使われたパーシーフェイスオーケストラの「ピチカートポルカ」。担当の団あしのが 当時ラジオ関西に勤務していた大学時代の先輩に頼んで、ラジオ関西で放送の「歌声は風にのって」のテーマ曲で当時使われていたこの曲の音源を入手。
- 月曜 - 土曜の10分の帯番組（後に月曜 - 金曜の放送に変更）。
- 山口放送の編成の都合で平日朝8時台に放送された時期もあった。
- お便りは「山口放送」の住所で受け付けていた。
- オリンピックの中継のためテレビの「演歌百撰」が休止になる週には希望者に番組を録画したビデオテープをプレゼントしていた。
- テレビの「演歌百撰」をモニターして「放送日、放送局、出演者、番組の感想・意見など」をハガキに書いて「いちや歌謡プレゼント」宛に送った人の中から番組でハガキを読まれた人には「演歌百撰特製スポーツタオル」または「演歌百撰特製 瓦せんべい」(神戸・亀井堂総本店に特注)のプレゼントがあった。煎餅には「金型作製当時の演歌百撰ネット局の略称ロゴ」がデザインされていた。
- 「鳥類飛来防止装置 鳥アウト(5mのステンレスワイヤーに永久磁石が15個付いたもの)(マンションタイプ19500円、農園タイプ15000円)」「車の燃費改善剤 パスコ(10ccで15000円)」の宣伝とプレゼント（毎月抽選で10名）を団あしのが番組内で頻繁に告知していたが、当選者の発表はしていなかったため実際にプレゼントしていたかは不明。
- 高校野球県大会の実況放送の日は番組は休止、CMだけ放送されることがよくあった。「いちや歌謡プレゼント」を含む関西放送制作の番組は、テレビショッピング番組のように関西放送制作が放送枠をまるごと購入して放送する番組(歌手のプロモーションなどもあり)のため、特別番組放送時はCMだけ放送するのではなく放送時間移動が望ましい。(南海放送ラジオは「高校野球県大会実況放送」時は放送時間移動で「歌謡トピックス」を放送していた)
- 秋が近づいたころに阿東町徳佐（現在の山口市阿東徳佐）の「りんご園の入園券」のプレゼントがあった。
- 2001年開催の「北九州博覧祭2001」の入場券プレゼントや関係者への電話インタビューもあった。
- 冠スポンサーの「いちや家具店」が家具の販売をやめることになったのに合わせ30年近く続いた番組を終了。(その後「いちや家具店」は山口県周南市夜市の「いちやショッピングセンター」内で雑貨販売店舗「アピーナいちや」を引き続き運営していたが2018年7月31日で閉店)
- 番組終了後は跡継ぎ番組として2011年6月30日まで歌謡トピックスを放送（当時は山口放送、南海放送、岐阜放送の3局ネット、歌手のプロモーションの関係で各局で放送内容が異なる事もあった）（スポンサー「赤帽山口県本部」降板で番組終了、放送枠返上）。